# Louise Wolf (Malerin)
Louise Wolf, auch: Luise (* 10. Februar 1796 in Leipzig; † 4. Juli 1859 in Bogenhausen) war eine deutsche Malerin und Zeichnerin.

## Leben

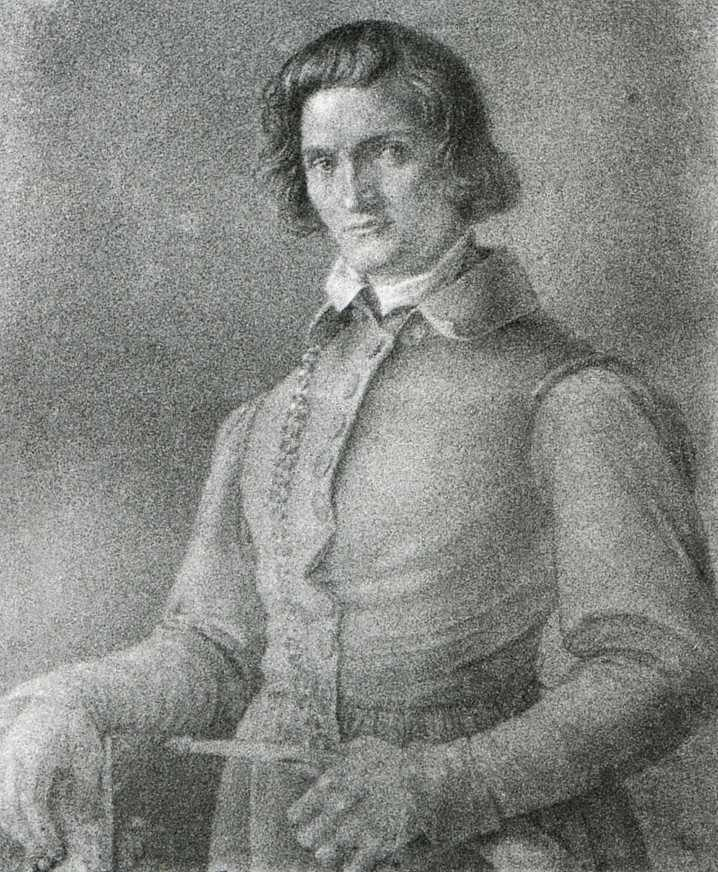
Louise Wolf: Porträt Hans von und zu Aufseß

Louise Wolf war eine Tochter des aus Pfaffenhofen an der Ilm stammenden Leipziger Historikers und Verlegers, Hofrats und Mitglieds der Bayerischen Akademie der Wissenschaften Peter Philipp Wolf (1758–1808) und seiner Schweizer Ehefrau Elisabeth Sytz, Tochter des Altdrillmeisters Joh. Jakob Sytz von Knonau. Die Schriftstellerin Barbara Sendtner, geb. Wolf (1792–1840) war ihre ältere Schwester. Louise kam 1803 mit ihrem Vater nach München, wo dieser eine Verlagsbuchhandlung und Buchdruckerei gründete. Er ertrank 1808 in der Isar. Sie widmete sich schon früh der Malerei und erhielt Unterricht durch Johann Peter von Langer und Robert von Langer. Mit 17 Jahren wurde sie am 4. Dezember 1813  als dritte Frau überhaupt an der Akademie der Bildenden Künste München im Fach Figurenzeichnen immatrikuliert.  1819 wechselte sie ins Fach Historienmalerei. Schon bald fühlte sie sich der Kunst der Nazarener hingezogen sowie einer frühen, romantischen Neugotik.
Sie unterhielt einen großen Freundeskreis und eine umfangreiche Korrespondenz mit Künstlern und Schriftstellern wie Julius Hamberger, Friedrich Hoffstadt, Friedrich Beck, Franz Graf von Pocci, Hans von und zu Aufseß und Ludwig Schöberlein. Mit Hoffstadt und Aufseß gehörte sie im Oktober 1831 zu den Gründungsmitgliedern der Münchner Gesellschaft für deutsche Altertumskunde von den drei Schilden.

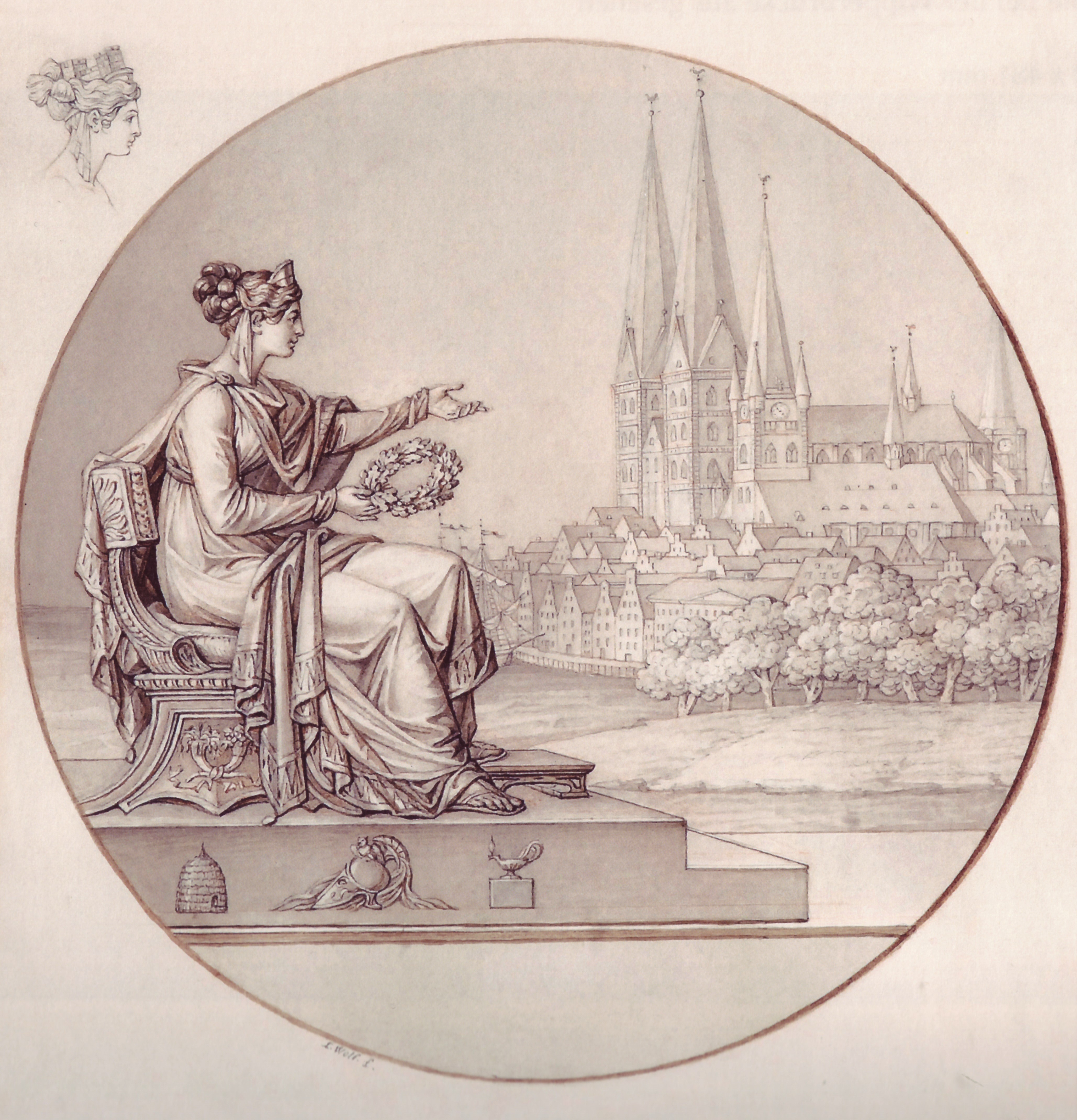
Entwurfszeichnung für die Denkmünze der Gesellschaft zur Beförderung gemeinnütziger Tätigkeit (1832)

Ihre Gemälde, meist religiösen Inhalts, kamen größtenteils in Privatbesitz. Einige wie ein Madonnen-Bildchen wurden durch Farb-Lithographien weit verbreitet. Ein Teil ihrer religiösen Bilder wurde nach ihrem Tod unter dem Titel Haus-Kapelle zur Feyer des Kirchenjahrs, mit Schrifttexten und Gebeten des XV. Jahrhunderts durch Ludwig Schöberlein in zwölf Folgen in Göttingen herausgegeben.
1832 schuf sie die Entwurfszeichnung für die Denkmünze der Gesellschaft zur Beförderung gemeinnütziger Tätigkeit in Lübeck, die bei Gottfried Bernhard Loos hergestellt wurde.
Hyacinth Holland pries bei weitgehend kritischer Beurteilung ihres künstlerischen Schaffens ihre „schlichte Einfalt, ungekünstelte und fleckenlose Demüthigkeit“. Sie blieb zeitlebens unverheiratet und galt ihm als frühes Beispiel der „Frauenemancipation“.
Ein Teil ihres Nachlasses mit Briefen an Wolf, Notiz- und Skizzenbüchern wird von der Bayerischen Staatsbibliothek verwahrt.

## Werke
- Haus-Kapelle zur Feyer des Kirchenjahrs: Schrifttexte und Gebete aus dem 15. Jahrhundert / mit Zeichnungen von Louise Wolf. In Stahl gestochen von P. Barkus … Hrsg. von L. Schoeberlein. Vandenhoeck und Ruprecht, Göttingen 1877.